# 이보 사나데르

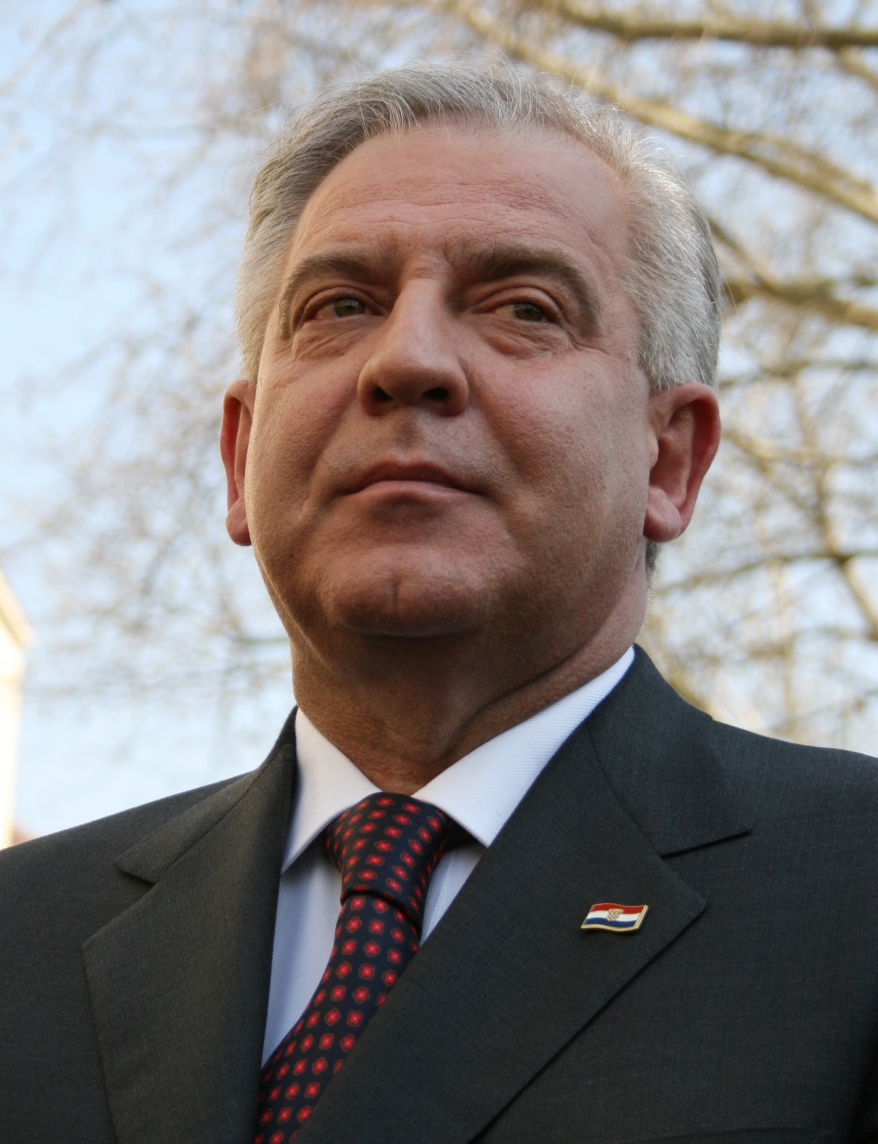
이보 사나데르

이보 사나데르(크로아티아어: Ivo Sanader, 1953년 6월 8일 스플리트 ~ )는 크로아티아의 정치인이다. 2003년 12월 23일부터 2009년 7월 6일까지 크로아티아의 총리를 역임했다.
오스트리아 인스브루크 대학교 출신이다. 1992년 8월 12일부터 1993년 1월 7일까지 크로아티아 과학·기술부 장관을 역임했으며 2000년 2월 2일부터 2003년 12월 22일까지 크로아티아 의회 의원을 역임했다. 2000년 4월 30일부터 2009년 7월 4일까지 크로아티아 민주연합 대표를 역임했다.